# Stacja przekształtnikowa
Stacja przekształtnikowa – rodzaj stacji elektroenergetycznej sprzęgającej systemy o różnych napięciach i częstotliwościach. Stacje takie wyposażone są przekształtniki prądu przemiennego, które przenoszą moc z jednego systemu prądu przemiennego do drugiego.